# Sito CpG

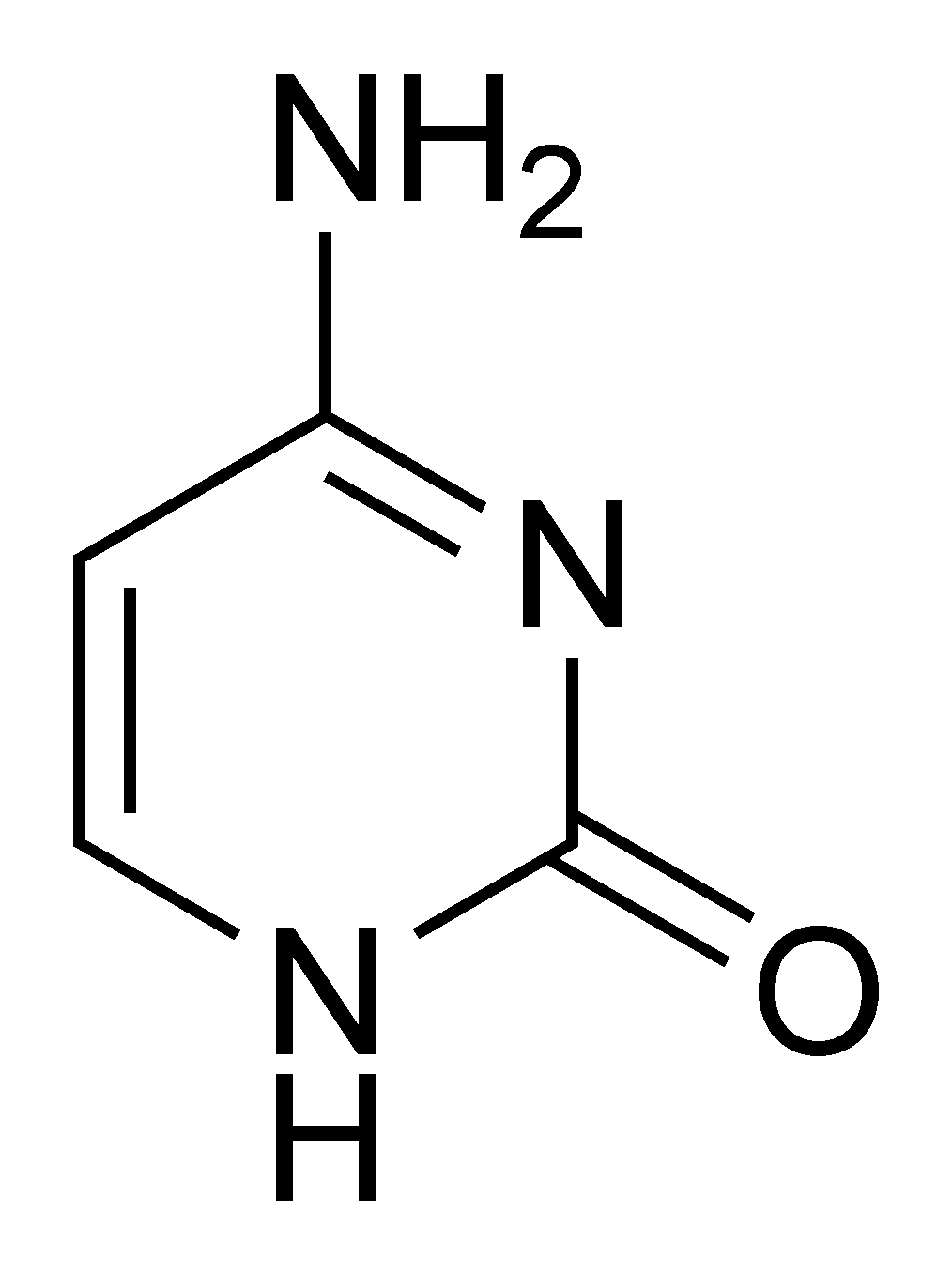
Citosina

Gruppo fosfato

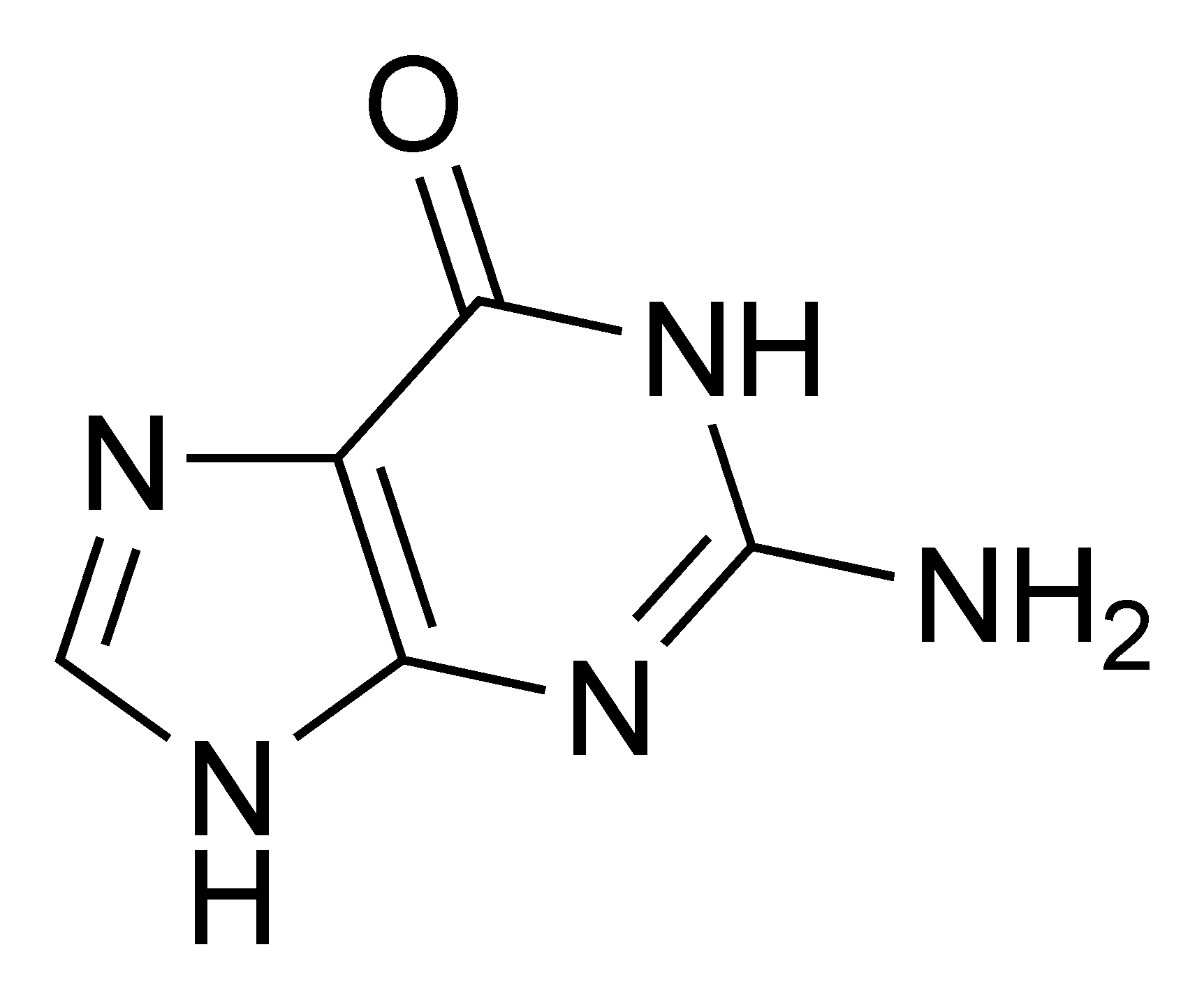
Guanina

I siti CpG o CG sono delle regioni del DNA dove una citosina si trova vicino ad una guanina nella sequenza lineare di basi. "CpG" è l'abbreviazione di " --C--phosphate--G-- ", dove i nucleosidi deossicitidina e deossiguanosina sono separati unicamente da un gruppo fosfato, che fa normalmente da ponte tra i nucleotidi nel DNA. La notazione "CpG" viene usata per distinguere questa sequenza lineare dall'appaiamento di basi complementari CG (citosina e guanina) su due diversi filamenti.
Le citosine nei dinucleotidi CpG possono essere metilate diventando 5-metilcitosine. Nei mammiferi la metilazione delle citosine all'interno di un gene porta al suo silenziamento. Tale meccanismo è parte di una vasta area di studi scientifici sulla regolazione dell'espressione genica chiamata epigenetica. Gli enzimi che aggiungono gruppi metilici alle basi azotate del DNA sono chiamati DNA metiltransferasi.
Nei mammiferi tra il 70% e l'80% delle citosine nei siti CpG sono metilate.
Siti CpG non metilati possono essere riconosciuti dal Toll-Like Receptor 9 (TLR9), un recettore intraendosomiale espresso nei mammiferi da numerose cellule del sistema immunitario, tra cui le cellule dendritiche plasmacitoidi, i linfociti B e i linfociti NK. Il TLR 9 viene usato dalla cellula per riconoscere DNA di origine virale, batterica o fungina al suo interno.

## Frequenza nei vertebrati
È stato notato che i dinucleotidi CpG compaiono nei genomi dei vertebrati con una frequenza molto minore rispetto a quanto ci si sarebbe aspettato secondo previsioni statistiche. Per esempio, nel genoma umano, dove il contenuto di citosina e guanina è complessivamente il 42% del totale, la sequenza CpG dovrebbe, secondo il calcolo 0,21*0,21 = 4,41% rappresentarne in percentuale circa il 4%. Invece la frequenza dei dinucleotidi CpG è stata determinata sperimentalmente essere circa l'1% del genoma, meno di un quarto rispetto alle previsioni. Scarano et al. proposero che l'apparente carenza delle sequenze CpG fosse dovuta ad un'aumentata vulnerabilità delle metilcitosine, queste infatti possono facilmente venire deaminate e diventare delle timine, portando di conseguenza a delle mutazioni che rimangono fissate nel genoma perché non riconosciute dai sistemi di riparazione del DNA.

## Isole CpG
Ci sono regioni del genoma conosciute con il nome di Isole CpG che presentano un'alta concentrazione di siti CpG. Molti geni nei mammiferi hanno queste sequenze associate alle regioni del promotore. In virtù di questo la presenza di isole CpG può aiutare nel lavoro di predizione e ricerca di geni.

## Metilazione, silenziamento e cancro
La metilazione dei siti CpG all'interno dei promotori può portare al silenziamento dei geni interessati, una caratteristica riscontrata nell'uomo in numerose tipologie di cancro (silenziamento di geni oncosoppressori). Tuttavia l'ipometilazione dei siti CpG è associata nelle cellule cancerose ad un'espressione aumentata di oncogeni.